# Andrej Boltežar

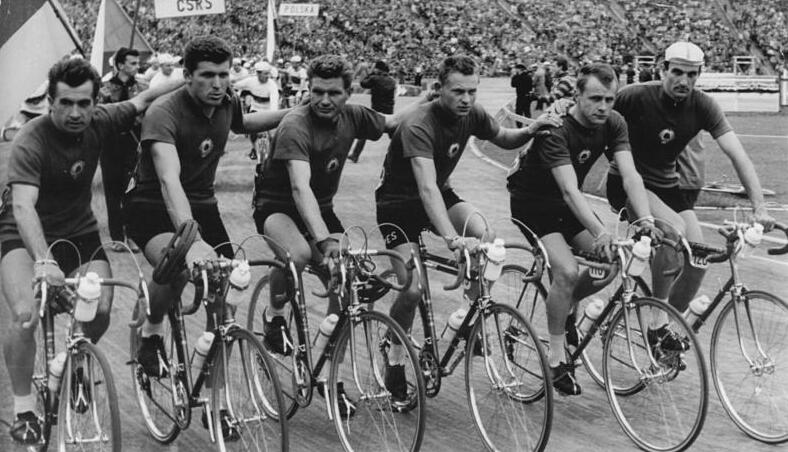
Von links: Alois Bajc, Radoš Čubrić, Ivan Levačić, Andrej Boltežar, Janez Zirovnik und Tomas Milenkovic

Andrej Boltežar (* 26. November 1940 in Ljubljana) ist ein ehemaliger jugoslawischer Radrennfahrer.

## Sportliche Laufbahn
Boltežar stammt aus dem slowenischen Teil des Landes. Einen ersten bedeutenden Erfolg hatte er mit einem Etappensieg in der Jugoslawien-Rundfahrt 1962. In der folgenden Saison konnte er dieses Etappenrennen für sich entscheiden, er siegte vor Jože Roner. 1965 wurde er beim Sieg von Cvitko Bilić Zweiter der Rundfahrt. 1966 gewann er die Serbien-Rundfahrt, 1963 war er Dritter in dieser Rundfahrt geworden.
1963 wurde er Vize-Meister Jugoslawiens im Straßenrennen hinter Šime Bajlo. 1966 beendete er die Österreich-Rundfahrt als Fünfter. Mehrfach startete er in der Tour de l’Avenir.
Siebenmal fuhr er die Internationale Friedensfahrt. Er wurde 1961 58., 1963 28., 1964 23., 1965 44. und 1967 31. des Endklassements. 1962 und 1966 schied er aus.